# Jean Antoine Fournier
Jean Antoine Fournier, född 1761 i Grenoble, död den 24 oktober 1824 i Brétigny-sur-Orge, var en fransk agent.
Efter att tidigare ha varit verksam som fransk konsularagent och köpman i Göteborg, som han lämnade 1804 efter en konkurs, återkom Fournier 1810 till Sverige, sänd av franske utrikesministern för att sondera stämningen där. Han uppträdde även som Jean Baptiste Bernadottes agent under valriksdagen i Örebro, och de löften om vissa ekonomiska fördelar, han å dennes vägnar framförde till Lars von Engeström, bidrog väsentligt till dennes val. En bidragande orsak var även att man trodde Fournier vara ett språkrör för Napoleon. Fournier erhöll senare en pension av Karl XIV Johan för sina tjänster.